# Estepa de San Juan
Estepa de San Juan est une commune espagnole de la province de Soria en Castille-et-León.